# Carpodacus subhimachalus
El camachuelo cejirrojo (Carpodacus subhimachalus) es una especie de ave paseriforme de la familia Fringillidae propia del Himalaya y las montañas aledañas del este.

## Descripción

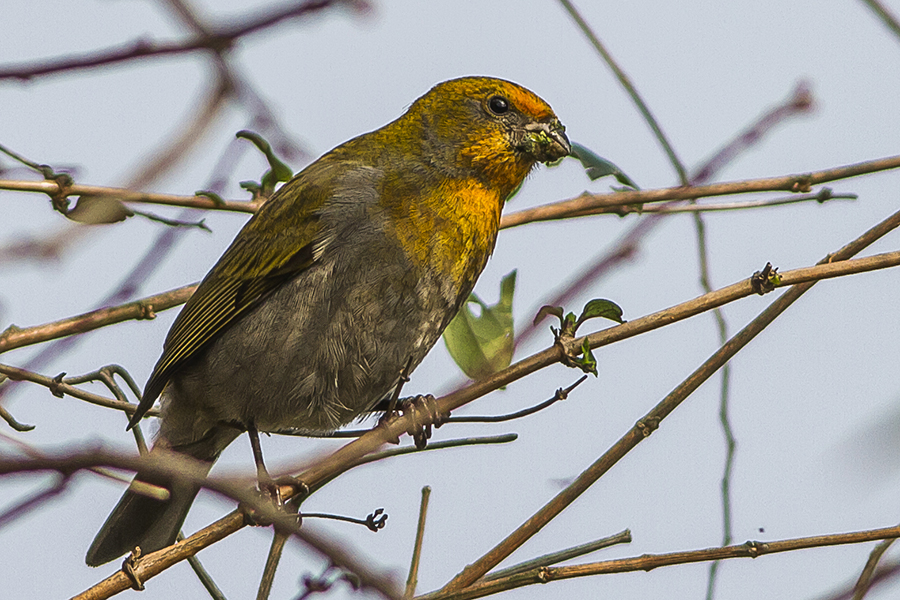
Las hembras tienen la cabeza amarilla, a diferencia de los machos que la tienen roja.

El camachuelo cejirrojo es un fringílido grande (de unos 20 cm de largo) y con el pico corto. El macho tiene el plumaje de las partes superiores principalmente de tonos castaños rojizos, y las inferiores grises claras. Presenta la cabeza, garganta y obispillo de color rojo, con tonos escarlata en el supercilio y la garganta. En cambio, la hembra tiene la cabeza y el pecho amarillos y el resto de sus partes superiores son verdosas.

## Taxonomía
La especie fue descrita científicante por el naturalista británico Brian Houghton Hodgson en 1836, con el nombre binomial de Corythus subhimachalus. El nombre específico, subhimachalus, es la combinación del prefijo latino sub, que significa «debajo de», y la palabra hindi himachal que significa «nieve». Posteriormente se trasladó al género Pinicola, donde permaneció hasta los inicios del siglo XXI cuando los análisis de secuencias de ADN indicaron que debía trasladarse al género Carpodacus.

## Distribución y hábitat
El camachuelo cejirrojo se encuentra en el Himalaya y las montañas que rodean la meseta tibetana por el este, distribuido por Nepal, Bután, el norte de la India, China occidental y Birmania. Sus hábitats naturales son los bosques de montaña y las zonas de matorral montano.